# Claire Curzan
Claire Marie Curzan (* 30. Juni 2004 in Cary, North Carolina) ist eine Schwimmerin aus den Vereinigten Staaten und zehnfache Weltmeisterin (2021–2024). Sie gewann bei Olympischen Spielen eine Silbermedaille.

## Sportliche Karriere
Claire Curzan schwamm für die TAC Titans in Cary. 2022/23 studierte sie an der Stanford University.
Curzan schlug bei den Junioren-Weltmeisterschaften 2019 als Zweite über 100 Meter Rücken an. Über 50 Meter Schmetterling und über 100 Meter Schmetterling belegte sie jeweils den dritten Platz, wobei in beiden Wettbewerben ihre Landsfrau Torri Huske gewann. Curzan auf der Rückenlage und Huske auf der Schmetterlingslage gehörten auch zur siegreichen 4-mal-100-Meter-Lagenstaffel.

### Das Olympiajahr 2021
Wegen der COVID-19-Pandemie fanden die Olympischen Spiele in Tokio erst 2021 statt. Bei den US-Olympiaausscheidungen siegte über 100 Meter Schmetterling Torri Huske vor Claire Curzan, die damit auch die beiden Olympiastartplätze sicher hatten. Dritte wurde Kate Douglass vor Kelsi Dahlia. In Tokio war Huske über 100 Meter Schmetterling die einzige Schwimmerin aus den Vereinigten Staaten, die das Finale erreichte. Curzan schied im Halbfinale mit der zehntbesten Zeit aus. In der Frauen-Lagenstaffel erreichten Rhyan White, Lilly King, Claire Curzan und Erika Brown den Endlauf mit der zweitschnellsten Vorlaufzeit mit 0,01 Sekunden Rückstand auf Kanada. Im Finale waren Regan Smith, Lydia Jacoby, Torri Huske und Abbey Weitzeil fast dreieinhalb Sekunden schneller als ihre Mannschaftskameradinnen zwei Tage zuvor und erkämpften den zweiten Platz mit 0,13 Sekunden Rückstand auf die Australierinnen und 0,87 Sekunden Vorsprung vor den Kanadierinnen. Alle acht beteiligten Schwimmerinnen aus den Vereinigten Staaten erhielten eine Silbermedaille.
Ende 2021 fanden die Kurzbahnweltmeisterschaften in Abu Dhabi statt. Kate Douglass, Claire Curzan, Katharine Berkoff und Abbey Weitzeil siegten in der 4-mal-100-Meter-Freistilstaffel, Huske war im Vorlauf für Weitzeil geschwommen. Gold gab es sowohl für die US-Staffel als auch für die zeitgleichen Kanadierinnen. Berkoff, Emily Escobedo, Curzan und Douglass schwammen die schnellste Vorlaufzeit in der 4-mal-50-Meter-Lagenstaffel. Im Finale siegten die Schwedinnen mit über einer Sekunde Vorsprung vor Rhyan White, Lydia Jacoby, Claire Curzan und Abbey Weitzeil. Bei ihren Einzelstarts gewann Curzan jeweils Bronze über 50 Meter Schmetterling und über 100 Meter Schmetterling, über 50 Meter Freistil wurde sie Sechste. In der 4-mal-50-Meter-Freistilstaffel schwammen im Vorlauf Berkoff, Huske, Douglass und Weitzeil, im Endlauf gewannen Weitzeil, Curzan, Berkoff und Douglass. Die 4-mal-100-Meter-Lagenstaffel wurde Vierte und verfehlte die Bronzemedaille um 0,05 Sekunden. In der 4-mal-50-Meter-Mixed-Lagenstaffel schwammen im Vorlauf Shaine Casas, Nic Fink, Kate Douglass und Katharine Berkoff. Im Finale wurden Casas, Fink, Curzan und Weitzeil Zweite hinter dem Quartett aus den Niederlanden.

### Das Weltmeisterschaftsjahr 2022
2022 bei den Weltmeisterschaften in Budapest gewann Curzan den Titel in der 4-mal-100-Meter-Mixed-Lagenstaffel. Nachdem im Vorlauf Ryan Murphy, Lilly King, Michael Andrew und Erika Brown die schnellsten waren, siegten im Finale Hunter Armstrong, Nic Fink, Torri Huske und Claire Curzan. Die 4-mal-100-Meter-Mixed-Freistilstaffel in der Besetzung Ryan Held, Brooks Curry, Torri Huske und Claire Curzan holte die Bronzemedaille. Erika Brown, Drew Kibler und Kate Douglass wurden für ihren Vorlaufeinsatz mit einer Medaille geehrt. In den Frauenwettbewerben fand zunächst die 4-mal-100-Meter-Freistilstaffel statt. Torri Huske, Erika Brown, Kate Douglass und Claire Curzan belegten im Endlauf den dritten Platz, für den Vorlauf erhielten auch Mallory Comerford und Natalie Hinds eine Medaille. Danach wurde Claire Curzan Fünfte über 100 Meter Schmetterling. Über 100 Meter Rücken siegte Regan Smith vor der Kanadierin Kylie Masse. Mit 0,27 Sekunden Rückstand auf Masse wurde Curzan Dritte und hatte ihrerseits über eine Sekunde Vorsprung vor der Viertplatzierten. Über 100 Meter Freistil erreichte Curzan das Finale und belegte den achten Platz. Über 50 Meter Schmetterling wurde sie Fünfte. Den Abschluss der Wettbewerbe bildete die 4-mal-100-Meter-Lagenstaffel. Hier hatten Rhyan White, Alex Walsh, Natalie Hinds und Erika Brown mit der siebtbesten Vorlaufzeit die Finalqualifikation erreicht. Im Endlauf waren Regan Smith, Lilly King, Torri Huske und Claire Curzan über sechs Sekunden schneller als die Vorlaufstaffel und siegten vor den Australierinnen.
Im Dezember 2022 bei den Kurzbahnweltmeisterschaften in Melbourne schwammen im Vorlauf der 4-mal-100-Meter-Freistilstaffel Erika Brown, Erin Gemmell, Natalie Hinds, Torri Huske. Im Finale siegten die Australierinnen vor Torri Huske, Kate Douglass, Claire Curzan und Erika Brown. Über 100 Meter Rücken siegte die Australierin Kaylee McKeown vor ihrer Landsfrau Mollie O’Callaghan. Mit 0,12 Sekunden Rückstand auf die Zweitplatzierte schlugen Claire Curzan und die Kanadierin Ingrid Wilm zeitgleich als Dritte an. Über 50 Meter Schmetterling wurde Curzan Fünfte mit 0,28 Sekunden Rückstand auf die zeitgleichen Siegerinnen Torri Huske und Margaret Mac Neil aus Kanada. Die 4-mal-50-Meter-Freistilstaffel schwammen im Vorlauf mit Alex Walsh, Natalie Hinds, Erin Gemmill und Erika Brown. Im Finale siegten Huske, Curzan, Brown und Douglass mit 0,34 Sekunden Vorsprung vor den Australierinnen. Über 50 Meter Rücken gewann Margaret Mac Neil vor Curzan, Dritte wurde Mollie O’Callaghan. In der 4-mal-50-Meter-Lagenstaffel schwammen im Vorlauf Alex Walsh, Annie Lazor, Erika Brown und Natalie Hinds die siebtbeste Zeit. Im Endlauf siegten die Australierinnen, die den Weltrekord um 0,03 Sekunden drückten, mit 0,06 Sekunden Vorsprung vor Claire Curzan, Lilly King, Torri Huske, Kate Douglass, weitere 0,02 Sekunden dahinter wurden die Schwedinnen Dritte. Über 200 Meter Rücken gewann Curzan die Silbermedaille hinter Kaylee McKeown und erreichte damit auch in der dritten Rücken-Disziplin einen Medaillenrang. Für das Finale über 100 Meter Schmetterling qualifizierte sich Curzan ebenfalls, zog dann aber zurück. Ihre siebte Medaille gewann Curzan mit der 4-mal-100-Meter-Lagenstaffel. Claire Curzan, Lilly King, Torri Huske und Kate Douglass stellten dabei in 3:44,35 Minuten einen neuen Weltrekord auf. Alex Walsh und Erika Brown erhielten eine Medaille für ihren Vorlaufeinsatz.
2023 konnte sich Curzan als Dritte der Trials nicht für die Teilnahme an den Weltmeisterschaften in Fukuoka qualifizieren. Im Februar 2024 siegte sie bei den Weltmeisterschaften in Doha auf allen drei Rückendistanzen sowie mit der 4-mal-100-Meter-Lagenstaffel Mixed.